# Francesc Lluch i Rafecas
Francesc Lluch i Rafecas (Vilanova i la Geltrú, 28 de desembre de 1836 — Barcelona, 16 d'abril de 1882) fou un enginyer industrial vilanoví, destacat per haver fer projectes com la construcció de la carretera de les costes d'El Garraf.

## Biografia
Format a Escola Industrial de Barcelona, on es va llicenciar el 1957, va complementar els seus estudis d'enginyer especialitzant-se en mecànica a l'École Centrale des Arts et Manufactures de París, on obtindria el títol el 1860. Més endavant trobaria feina en una empresa de ferrocarrils de Manchester, on romandria un parell d'anys. Quan va tornar a Catalunya fou un dels responsables del projecte del Ferrocarril de Barcelona a Sarrià, fet que compaginava amb l'ofici de mestre a Vilanova i la Geltrú. Continuà estudiant i es llicencià en ciències extactes a la UB el 1871. El 1881 va trobar lloc de feina a la Companyia dels Ferrocarrils de Valls a Vilanova i Barcelona on aniria assumint diversos càrrecs de responsabilitat mentre l'empresa evolucionava i es convertia en la Companyia dels Ferrocarrils Directes de Madrid i Saragossa a Barcelona. Fou soci corresponent de la Reial Acadèmia de Ciències Naturals i Arts de Barcelona (1862).

## Publicacions
- 1862 - Teoría Atómica (Barcelona, 1862)
- Plano y vista general de Villanueva y Geltrú